# Johannisfeuer (Tomate)

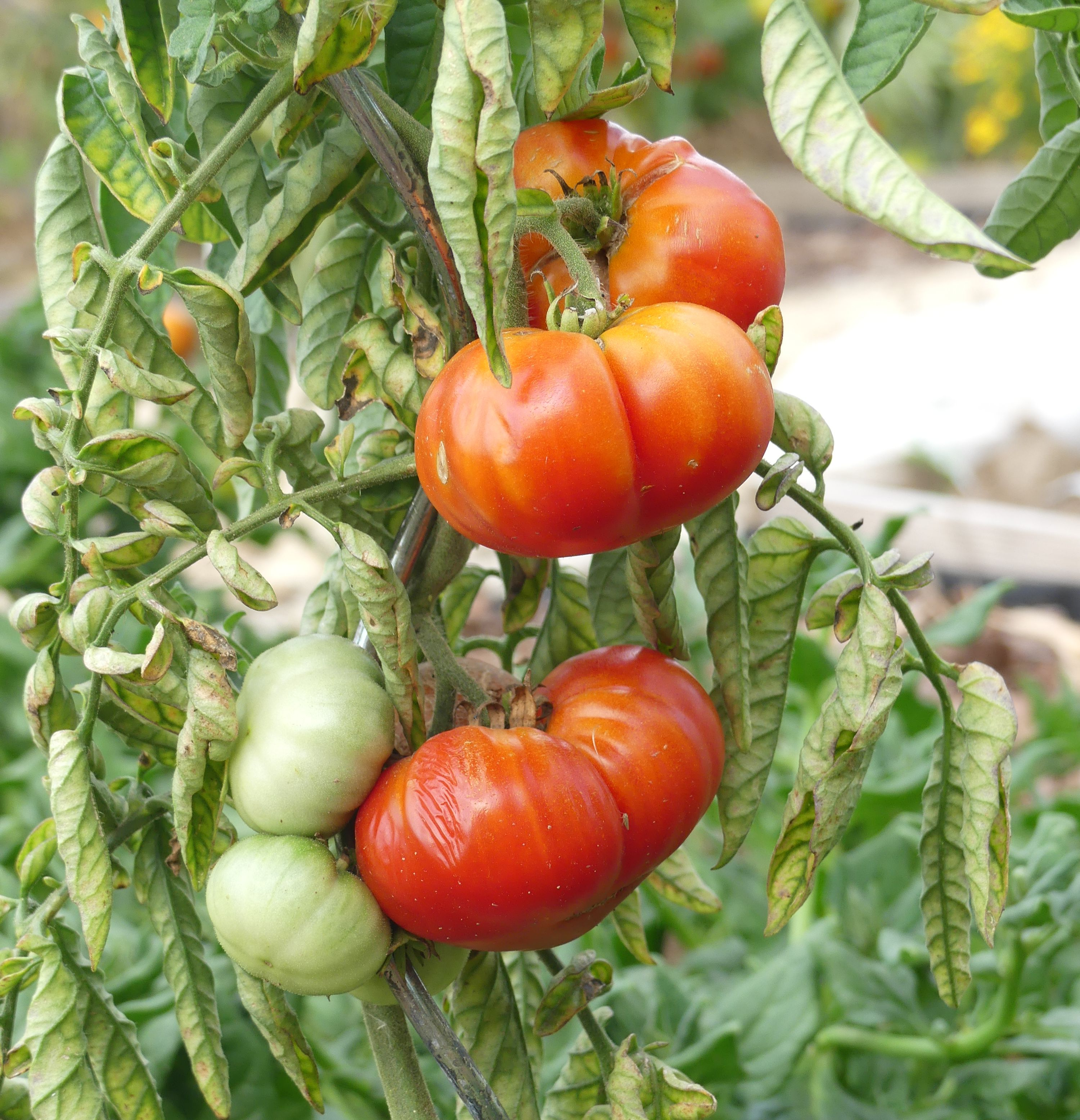
Tomate Johannisfeuer

Die Tomate (Solanum lycopersicum L.) Johannisfeuer (syn. Geisenheimer Frühtomate) ist als Rote-Liste-Sorte in den Pflanzengenetischen Ressourcen Deutschlands (PGRDEU) der historisch genutzten Gemüse eingetragen. Erstmals wurde sie in einem Saatgutkatalog von 1907 erwähnt.
Die Sorte wird im VEN (Verein zur Erhaltung der Nutzpflanzenvielfalt) als Erhalterringsorte geführt. Ringsorten werden innerhalb des VEN durch mehrere Gärtner bundesweit vermehrt, evaluiert und mittels eines zentralen Saatgutlagers gesichert.

## Sortenbeschreibung
Johannisfeuer ist eine Stabtomate. Ihre Blattform ist fiederblättrig, der Fruchtstand eine Doppeltraube. Sie ist eine mittelfrühe Sorte und ist meist ab Mitte Juli genussreif. Johannisfeuer hat eine stark gerippte und platt- bzw. breitrunde Fruchtform. Ihr normales Fruchtgewicht liegt zwischen 50 und 200 g (Fleischtomate). Die Fruchtfarbe der Schale ist ein typisches tomatenrot. Die Schale selbst ist glatt und platzfest. Sie kann gut als Salattomate verwendet werden. Ihr Geschmack ist würzig/aromatisch.

## Herkunft
Ende der 1890er Jahre wurde eine Tomatenpflanze mit mäßigem Wuchs, verhältnismäßig schwacher Belaubung und hohem Ertrag in Geisenheim (Forschungsanstalt Geisenheim) gefunden. Diese zeichnete sich durch einen sehr frühen Ernteeintritt aus, schon Mitte Juli, für die damalige Zeit eine hervorragende Eigenschaft. In den Folgejahren wurde dieser Genotyp züchterisch bearbeitet und als Geisenheimer Frühe bezeichnet. 1902 wurde erstmals auf eine Ähnlichkeit mit Ficarazzi hingewiesen. 1906 wurde bestätigt, dass diese Varietät eine Selektion aus der Sorte Ficarazzi ist.
1904 wurde die Sorte erstmals als Geisenheimer Frühtomate bezeichnet.
In der Zwischenzeit hatte ein unbenannter Saatguthändler eine Sorte Johannisfeuer als verbesserte Geisenheimer Frühtomate auf den Markt gebracht. Die neue Sorte sollte kaum noch Rippung aufweisen. In einem groß angelegten Versuch von jeweils 500 Pflanzen aus Originalsaat wurden Johannisfeuer und Geisenheimer Frühtomate in der Königlichen Lehranstalt verglichen. Im Ergebnis wurden keinerlei Unterschiede zwischen beiden angeblich verschiedenen Sorten festgestellt, auch die Rippung war noch vorhanden. Also ein Plagiat.
1908 wurde durch die Geisenheimer Züchter die echte verbesserte Geisenheimer Frühtomate auf den Markt gebracht. Sie zeichnete sich durch gleichmäßig runde Früchte aus, die Rippung war unbedeutend.
Die Geisenheimer Frühtomate lebt als Johannisfeuer weiter. Als Mitarbeiter der staatlichen Lehranstalt machten die Geisenheimer Züchter nur wenig Werbung für ihre Sorte, für den Saatguthändler war das allerdings mit seiner Johannisfeuer notwendig: Er musste damit sein Geld verdienen. Die Sorte verbesserte Geisenheimer Frühtomate gilt als verschollen.